# NGC 2167
NGC 2167 je zvijezda u zviježđu Jednorogu. 

## Vanjske poveznice
- SEDS: NGC 2167